# Antonina Diaconu
Antonina Diaconu (n. 7 martie 1923, Mateești, județul Vâlcea – d. 23 decembrie 2011, Mănăstirea Tismana, județul Gorj) a fost o monahie română, stareță a Mănăstirii Tismana (1972–1977).
A fost canonizată ca sfântă de Sfântul Sinod al Bisericii Ortodoxe Române în ședința sa din 1 iulie 2025, cu titulatura „Sfânta Cuvioasă Antonina de la Tismana” și prăznuirea în ziua de 23 decembrie.